# كيفن هاردينغ
كيفن هاردينغ (بالإنجليزية: Kevin Harding)‏ (19 مارس 1957 بايزلورث في المملكة المتحدة - ) هو لاعب كرة قدم بريطاني في مركز الدفاع. لعب مع نادي برينتفورد ونادي هايز.